# Fouesnant
Fouesnant település Franciaországban, Finistère megyében. Lakosainak száma 10 204 fő (2022. január 1.). Fouesnant La Forêt-Fouesnant, Bénodet, Pleuven és Saint-Évarzec községekkel határos.

## Népesség
A település népességének változása:
| Lakosok száma | 3962 | 5239 | 6524 | 9716 | 9305 | 9569 | 9458 | 9864 | 10 060 | 10 204 |
|               | 1968 | 1982 | 1990 | 2006 | 2013 | 2015 | 2017 | 2019 | 2020   | 2022   |